# Coryphaenoides longicirrhus
Coryphaenoides longicirrhus är en fiskart som först beskrevs av Gilbert, 1905.  Coryphaenoides longicirrhus ingår i släktet Coryphaenoides och familjen skolästfiskar. Inga underarter finns listade i Catalogue of Life.